# Джордан, Леонард Бек
Ле́онард Бек Джо́рдан (англ. Leonard Beck Jordan; 15 мая 1899, Маунт-Плезент, Юта — 30 июня 1983, Бойсе, Айдахо) — 23-й губернатор штата Айдахо.

## Биография
Леонард Бек Джордан родился в городе Маунт-Плезент штата Юта 15 мая 1899 года. Когда он был ещё ребёнком, его семья переехала в Орегон. Однако Леонард позже вернулся в свой родной штат обучаться в Колледже штата Юта. За время обучения он проходил военную подготовку, в том числе в лагерях Джорджии и Иллинойса. В 1919 году Джордан окончил обучение в Колледже и поступил в Орегонский университет, получив там степень бакалавра гуманитарных наук. В 1926 году в округе Уоллова в штате Орегон он основал фермерское хозяйство и поселился в городе Грейнджвилл в соседнем штате Айдахо.
Политическую карьеру Джордан начал в 1946 году, избравшись от республиканцев в Палату представителей Айдахо. Четыре года спустя, в 1950 году, ему удалось победить на выборах в губернаторы штата. За время его нахождения в этой должности была принята долгосрочная программа развития дорожной сети и была организована Комиссия штата по внутриштатным шоссе. Кроме того, Джордан ввёл преподавание основных школьных предметов на протяжении всего срока обучения, объявил игровые автоматы вне закона и объединил ведомства по профессиональному обучению, трудоустройству и безработице в одно министерство.
В 1955 году, с окончанием срока губернаторских полномочий, президент Эйзенхауэр назначил его председателем международной двусторонней комиссии. Джордан находился в этой должности по 1957 год. В 1958—1959 годы Джордан входил в комиссию экспертов по международному развитию. В 1962 году, со смертью сенатора от Айдахо Генри Дворшака, Республиканская партия выдвинула Джордана в качестве его преемника, и в том же году Джордану удалось занять эту должность. Он переизбрался на второй срок в 1966 году и находился, таким образом, в должности сенатора с 1962 по 1973 годы.
Леонард Джордан был женат на Грейс Эджингтон, от которой имел троих детей. Он скончался в столице Айдахо Бойсе 30 июня 1983 года.